# FHS St. Gallen Hochschule für Angewandte Wissenschaften
Die FHS St. Gallen Hochschule für Angewandte Wissenschaften neu seit dem 15. Februar 2019 OST ist eine regional verankerte Hochschule mit nationaler und internationaler Ausstrahlung. Über 1600 Studierende besuchen ein Studium in einem der vier Fachbereiche Gesundheit, Soziale Arbeit, Bau und Technik, und Wirtschaft. Das Weiterbildungszentrum verzeichnet jährlich über 1800 Teilnahmen in seinen Studiengängen, Lehrgängen und Seminaren. Sie ist Teil der Fachhochschule Ostschweiz (FHO) und wird von den Kantonen St. Gallen, Thurgau und den beiden Appenzell getragen. Am 1. September 2020 wird die FHS St. Gallen in die neu gegründete Fachhochschule OST übergehen und Teil des Zusammenschlusses der drei Ostschweizer Fachhochschulen NTB Buchs, HSR Rapperswil und FHS St. Gallen.

## Geschichte
Die Hochschule entstand 2001 aus einer Fusion verschiedener Hochschulen, deren Gründungen bis ins Jahr 1955 zurückgehen. Heute gliedert sich die Hochschule in die Fachbereiche Wirtschaft, Soziale Arbeit, Gesundheit und Bau und Technik. Die Fachbereiche bilden Bachelor- und konsekutive Masterstudierende aus. Zudem verfügt die Hochschule über ein Weiterbildungszentrum. Dieses bietet Seminare, Zertifikatslehrgänge und anerkannte Weiterbildungsmaster an. Acht Institute mit zahlreichen Kompetenzzentren und zwei Wissenstransferstellen unterstützen Unternehmen und Organisationen mit angewandter Forschung und Entwicklung sowie Dienstleistungen.
346 Mitarbeitende sind in der Verwaltung und im Mittelbau tätig. Das Hochschulzentrum befindet sich an zentraler Lage in der Ostschweiz, direkt am Bahnhof St. Gallen.
Per 1. September 2020 wird die FHS Fachhochschule St. Gallen als einer der drei Standorte durch die OST – Ostschweizer Fachhochschule abgelöst. Am Standort St. Gallen werden drei Departemente angesiedelt: Wirtschaft, Soziale Arbeit und Gesundheit.

## Studiengänge (Lehre)
Wirtschaft
- Bachelor of Science FHO in Betriebsökonomie, Major in General Management
- Bachelor of Science FHO in Betriebsökonomie, Major in International Management
- Bachelor of Science FHO in Betriebsökonomie, Major in Wirtschaftsinformatik
- Master of Science FHO in Business Administration
- Master of Science FHO in Wirtschaftsinformatik

Soziale Arbeit
- Bachelor of Science FHO in Sozialer Arbeit, Major in Sozialarbeit
- Bachelor of Science FHO in Sozialer Arbeit, Major in Sozialpädagogik
- Master of Science FHO in Sozialer Arbeit

Gesundheit
- Bachelor of Science FHO in Pflege, Major in Management and Public Health
- Bachelor of Science FHO in Pflege, Major in Clinical Nursing
- Master of Science FHO in Pflege

Bau und Technik
- Bachelor of Science FHO in Wirtschaftsingenieurwesen
- Bachelor of Arts FHO in Architektur
- Master of Science FHO in Engineering

Zusätzlich werden Weiterbildungen (Zertifikatslehrgänge, Masterstudien und Seminare) in den Fachbereichen Bau und Technik, Wirtschaft, Soziale Arbeit und Gesundheit angeboten.

## Institute
Wirtschaft
- Institut für Informations- und Prozessmanagement IPM-FH
- Institut für Qualitätsmanagement und Angewandte Betriebswirtschaft IQB-FHS
- Institut für Unternehmensführung IFU-FHS

Soziale Arbeit
- Institut für Soziale Arbeit und Räume IFSAR-FHS

Bau und Technik
- Institut für Modellbildung und Simulation IMS-FHS
- Institut für Innovation, Design und Engineering IDEE-FHS
- Institut für Architektur IfA-FHS

Gesundheit
- Institut für Angewandte Pflegewissenschaft IPW-FHS

## Persönlichkeiten und namhafte Alumni
- Diana Gutjahr (* 1984), Nationalrätin, SVP[9]
- Arnulf Lüchinger (* 1941), Architekt und Autor[10][11]